# Rodelero

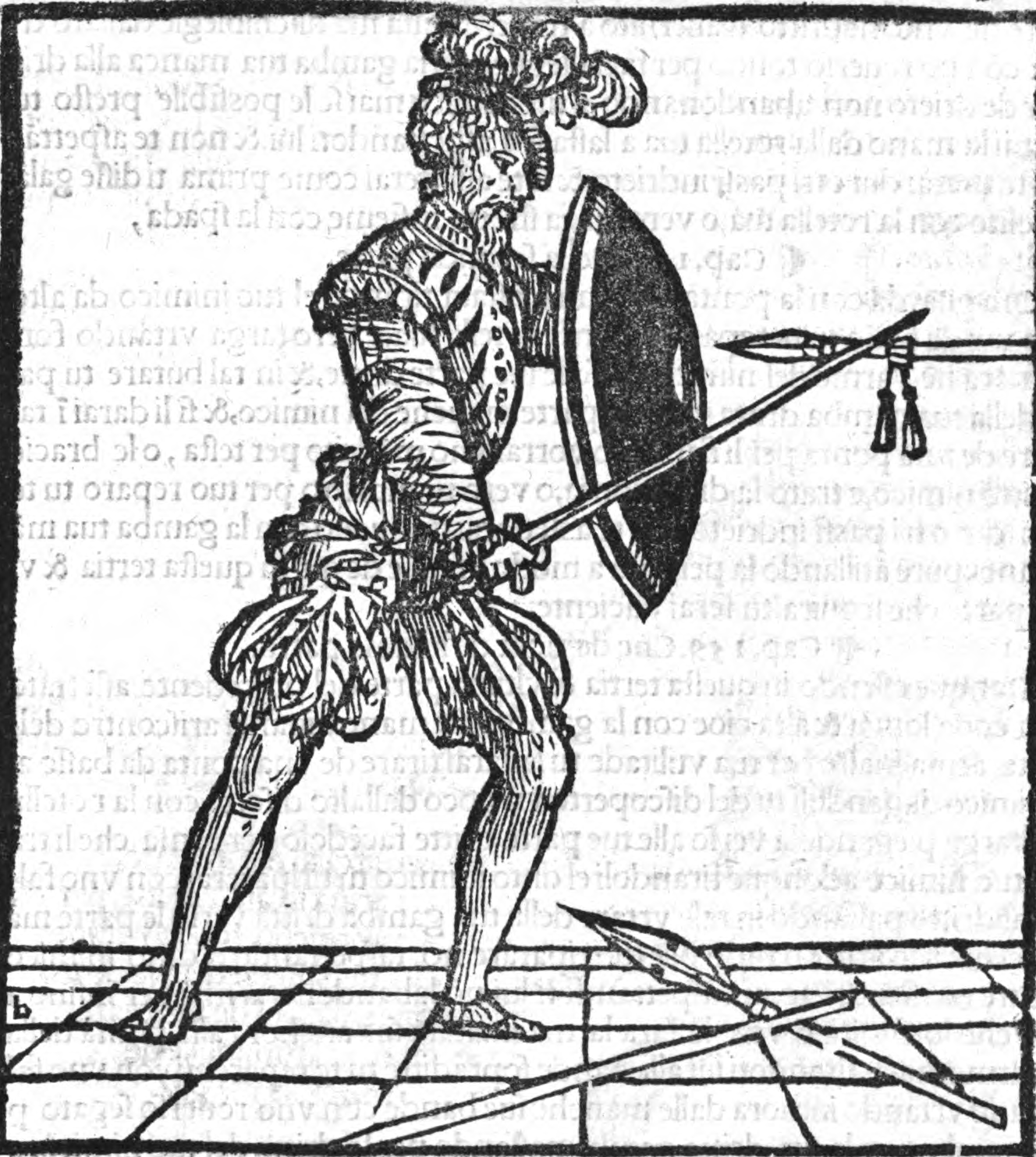
Gravure sur bois du XVIe siècle représentant un escrimeur italien brandissant une Rodela/Rotella

Les rodeleros (« porteurs de boucliers »), également appelés espadachines (« épéistes »), étaient des soldats espagnols du début du XVIe siècle équipés de boucliers en acier appelés rodela et d'épées (généralement de type épée latérale). Conçus à l'origine comme une tentative italienne de faire revivre l'épéiste romain, ils furent adoptés par les Espagnols et utilisés avec une grande efficacité dans les guerres d'Italie au cours des années 1510 et 1520, avant d'être abandonnés dans les années 1530.
La majorité des troupes d'Hernán Cortés pendant ses campagnes dans le Nouveau Monde étaient des rodeleros : en 1520, plus de 1 000 de ses 1 300 hommes étaient ainsi équipés ; et, en 1521, il disposait de 700 rodeleros, mais seulement 118 arquebusiers et arbalétriers. Bernal Díaz, l'auteur d'un récit de la conquête des Aztèques par Cortés, a servi comme rodelero sous Cortés.
Lorsque les Espagnols adoptèrent la colunella (la première des formations mixtes de piquiers et de tireurs), ils utilisèrent de petits groupes d'hommes armés d'épée et de bouclier pour briser l'impasse de la poussée de piques, tout comme les Suisses et les Allemands utilisaient des hallebardiers. À la bataille de Ravenne en 1512, ils se révélèrent très efficaces avec cette tactique ; cependant, face à un carré de piques (en) frais et bien organisé, ils étaient vulnérables, comme le prouva la bataille de Seminara. Ils étaient également très vulnérables aux attaques de la cavalerie, alors que les hallebardiers ne l'étaient pas. Les hallebardiers avaient également une plus grande portée avec leurs armes que les épéistes.
À mesure que les tactiques sur le champ de bataille évoluèrent au début du XVIe siècle, les Espagnols conclurent finalement que la vulnérabilité des rodeleros sur le champ de bataille l'emportait sur leurs forces, et ils furent abandonnés en tant que type de troupe lorsque l'infanterie espagnole fut réorganisée en tercios dans les années 1530. Leur rôle fut remplacé par celui des hallebardiers. Alors que les formations d'infanterie espagnoles étaient composées à 50 % de piques, 33 % d'épées et 17 % d'armes à feu en 1502, leurs ratios étaient passés à 10 % de hallebardes, 30 % de piques et 60 % d'armes à feu à la fin du XVIe siècle.
Des tentatives occasionnelles furent faites pour faire revivre le corps des rodeleros, comme par Maurice de Nassau, qui arma ses troupes de garde d'une épée et d'un bouclier en plus d'une pique. Plus tard, au cours de la guerre de Trente Ans, certains théoriciens militaires ont proposé de déployer des épéistes équipés de grands boucliers en fer devant les piquiers pour les protéger des tirs des mousquetaires ennemis, mais il paraît peu probable que cette tactique fantaisiste ait été couronnée de succès ou largement utilisée dans la pratique.